# Hans Krämer (Fußballspieler, 1929)
Hans Krämer (* 7. Juli 1929; † 23. Dezember 2019) war ein deutscher Fußballspieler.

## Karriere
Hans Krämer spielte als Torwart für Hannover 96 in der Oberliga Nord in den 1940er und 1950er Jahren in 216 Punktspielen. Er kam 1947 vom SV Schwarmstedt nach Hannover. Im September desselben Jahres debütierte er im Oberligateam der Roten. Seit 1951 war der bei den Continental-Reifenwerken in Vahrenwald beschäftigte Krämer Stammtorhüter der Roten. Insgesamt bestritt er 224 Pflichtspiele für Hannover 96.
In der Saison 1956/1957 wurde er im letzten Jahr unter dem Trainer Helmut Kronsbein zeitweise von Karl Köstler verdrängt und kam nur noch zu 16 Einsätzen. In der Saison 1957/1958 wurde er aber wieder Stammtorhüter und kam in dieser Saison in 24 Oberligaspielen und in der Saison 1958/1959 unter dem Trainer Fritz Silken in 16 Spielen zum Einsatz. Am 7. Januar 1959 kam Krämer auch im Messecupspiel Hannovers beim AS Rom zum Einsatz, wobei ein 1:1 erreicht wurde. Es blieb Krämers einziger Einsatz im Messecup. Nach einer verletzungsbedingten Pause 1959 ausgemustert wechselte er zu Phönix Lübeck. Dort wurde er in 28 Oberligaspielen eingesetzt. Er wechselte aber bereits nach einem Jahr zum Hamburger SV. Dort stand er von 1960 bis 1965 im Kader des HSV, kam dort jedoch neben Horst Schnoor über eine Reservistenrolle nicht mehr hinaus und wurde nur in 12 Oberligaspielen und fünf Bundesligaspielen sowie einmal im Europapokal der Landesmeister 1960/61 eingesetzt.
Der größte Erfolg in seiner Karriere als Fußballer war für Hans Krämer der überraschende Gewinn der deutschen Meisterschaft 1954 mit Hannover 96. Er gehörte zu den Stammspielern des Außenseiters und stand entsprechend auch am 23. Mai 1954 in Hamburg im Finale um die deutsche Meisterschaft im hannoverschen Tor. Hannover 96 besiegte den hohen Favoriten 1. FC Kaiserslautern sensationell mit 5:1. Für Kaiserslautern spielten neben Stürmer Fritz Walter vier weitere Nationalspieler, die wenige Wochen später das Wunder von Bern schaffen sollten.
Wie alle Spieler der Meistermannschaft von 1954 wurde Hans Krämer selbst nie in die deutsche Nationalmannschaft berufen. Er spielte jedoch mehrfach für Norddeutschland. In der Oberliga Nord war er als einziger Fußballer überhaupt in der ersten (1947/48) und letzten Saison (1962/63) auf dem Platz.